# Красная Горка (городской округ Перевозский)
Кра́сная Го́рка — сельский посёлок в составе Ичалковского сельсовета Перевозского района Нижегородской области.

## География
Располагается к востоку от Ичалковского бора на правом берегу реки Пьяны.

## Население
| 2002 | 2010 |
| ---- | ---- |
| 13   | ↘6   |

## Инфраструктура
Всего около 50 домов. Зимой жилых домов всего несколько.